# Nyílt bankolás
A nyílt bankolás (open banking) az Európai Uniós második pénzforgalmi irányelv (PSD2) egyik legnagyobb eredménye, amely lehetővé teszi harmadik fél szolgáltatók (TPP = Third Party Provider) számára, hogy hozzáférjenek egyes fizetési számlákhoz tartozó ügyféladatokhoz nyílt alkalmazásprogramozási felületeken (API-kon) keresztül.  

## Története
Az Európai Unióban a nyílt bankolás jogi hátterét a második pénzforgalmi irányelv (PSD2) biztosítja, amely 2015-ben lépett hatályba és 2018-tól alkalmazandó a tagállamokban. A PSD2 kötelezi az online módon hozzáférhető fizetési számlát vezető pénzforgalmi szolgáltatókat (pl. bankokat), hogy lehetőséget biztosítsanak az ügyfelek számlainformációinak megosztására és fizetés kezdeményezésére más – az ügyféltől és a számlavezetőtől különböző – harmadik felek számára, feltéve, hogy az ügyfél ehhez hozzájárul.
A PSD2-ben meghatározott harmadik fél szolgáltatók szolgáltatásai a tagállami felügyeleti hatóságnál engedély- vagy bejelentésköteles szolgáltatások. Ezen szolgáltatók lehetnek számlainformációs szolgáltatók (AISP – Account Information Service Provider), fizetés-kezdeményezési szolgáltatók (PISP – Payment Initiation Service Provider) vagy kártyaalapú fizetési eszközt kibocsátó szolgáltatók (CISP - Card-Based Payment Instrument Service Provider).
Az irányelv egyik célja, hogy növelje a versenyt a pénzforgalmi szolgáltatások piacán, és ösztönözze az innovációt a szektorban, amelynek egyik eszköze a harmadik fél szolgáltatók fizetési számla adataihoz történő hozzáférés, illetve fizetés-kezdeményezés.

## Működése
A nyílt bankolás során a számlavezető pénzforgalmi szolgáltatók (pl. bankok) a PSD2-nek, illetve a kapcsolódó másodszintű jogszabályoknak megfelelő API-kat biztosítanak, amelyek lehetővé teszik a harmadik felek számára, hogy hozzáférjenek az ügyfelek fizetési számláinak adataihoz, illetve fizetést kezdeményezzenek. Ezáltal az ügyfelek számára szélesebb körű szolgáltatások válnak elérhetővé, mint például a személyre szabott pénzügyi tanácsadás, költségkezelő alkalmazások, vagy éppen az alternatív hitelbírálati lehetőségek.
Ez a modell tehát az ügyfelek számára kényelmesebb, versenyképesebb és innovatívabb pénzügyi szolgáltatásokat kínál, ugyanakkor kihívásokkal is jár a biztonság és az adatvédelem terén.

## API-k és biztonság
Az adatbiztonság és a felhasználói hozzájárulás kiemelten fontos szempont volt a jogalkotás során, ezért a nyílt bankolási rendszerek szigorú szabályozásoknak és ellenőrzéseknek vannak alávetve. Azaz a harmadik fél szolgáltatók szolgáltatása és a számlavezető pénzforgalmi szolgáltatók rendszereit a tagállami pénzügyi felügyeleti hatóságok ellenőrzik.
Az API-k a szolgáltatók, adatbázisok, funkcionalitások között teremt gyors, dokumentálható, menedzselhető kapcsolatot. Ezáltal lehetővé válik, hogy rövid idő alatt új digitális szolgáltatások kerülhessenek piacra.
API-n keresztül az ügyfelek fizetési számla adataihoz férnek hozzá, valamint fizetéseket kezdeményezhetnek a harmadik fél szolgáltatók útján az ügyfelek.
Az API-k tehát kulcsfontosságú szerepet játszanak a nyílt bankolásban, mivel ezek teszik lehetővé az adatok biztonságos és szabályozott megosztását. Ugyanakkor a szabályozás technológia semleges, vagyis a jövőben az API-kon kívül akár más technológia is használható lehet.

## Nyílt bankolás előnyei
- Nagyobb verseny: Lehetővé teszi új szereplők belépését a piacra, növelve ezzel a versenyt, ami jobb szolgáltatásokat és alacsonyabb árakat eredményezhet az ügyfelek számára.
- Automatizáció: A nyílt bankolás lehetővé teszi a vállalatok számára, hogy az adatok automatizálásával javítsák a pénzügyi folyamatok hatékonyságát. A számlázási, beszedési és fizetési folyamatok automatizálásával csökken a manuális munka és a hibák lehetősége[8].
- Pénzügyi integráció: Az ügyfelek könnyebben hozzáférhetnek különböző pénzügyi szolgáltatásokhoz, jobban kezelhetik pénzügyeiket és egyszerűbbé, hatékonyabbá válnak a pénzügyi tranzakciók.

Az Európai Bizottság jelenleg is dolgozik az ún. Financial data access and payments package-en, amelynek része a harmadik pénzforgalmi irányelv és pénzforgalmi rendelet (PSD3/PSR), valamint a FiDA rendelet. Ezen jogszabálycsomag elfogadásával tervezi az Európai Bizottság a nyílt bankolást felváltani a nyílt pénzügyekkel, amely további lehetőségeket teremt a pénzügyi adatok átadása kapcsán.